# Daniil Dmitrievič Simkin
Daniil Dmitrievič Simkin (in russo Даниил Дмитриевич Симкин?; Novosibirsk, 12 ottobre 1987) è un ballerino russo, ballerino principale dell'American Ballet Theatre dal 2012 al 2020 e del Staatsballett Berlin.

## Biografia
Nato a Novosibirsk, Daniil Simkin è cresciuto a Wiesbaden e nel 2006 si è unito al Wiener Staatsballett, dove è stato promosso a solista l'anno successivo. Nel 2008 si è unito all'American Ballet Theatre (ABT) come solista e nel 2012 è stato promosso al rango di primo ballerino della compagnia.
Con l'ABT ha danzato molti dei maggiori ruoli maschili del repertorio, tra cui l'Idolo di Bronzo ne La Bayadère di Natalija Makarova, Franz nella Coppélia di Arthur Saint-Leon, Ali ne Le Corsaire di Marius Petipa, Basilio nel Don Chisciotte di Petipa, Puck in The Dream di Frederick Ashton, Albrecht nella Giselle di Jean Coralli e Jules Perrot, Lescaut nell'Histoire de Manon di Kenneth MacMillan, Kolia in A Month in the Country di Ashton, il principe e l'eponimo protagonista de Lo schiaccianoci di Aleksej Ratmanskij, Lenskij nell'Onegin di John Cranko, Romeo e Mercuzio nel Romeo e Giulietta di MacMillan, Désiré e l'Uccello azzurro ne La bella addormentata di Kevin McKenzie, la Rosa ne Lo spettro della rosa di Michel Fokine, Siegfried e Benno ne Il lago dei cigni di McKenzie, Eros nella Sylvia di Ashton e Gurn ne La Sylphide di Erik Bruhn. Ha continuato a danzare regolarmente con la compagnia fino al 2020, tornandovi poi occasionalmente come ballerino ospite.
Parallelamente all'attività a New York, nel 2018 è stato proclamato étoile del Staatsballet Berlin, dove ha danzato i ruoli do Solor ne La Bayadère di Ratmanskij, il principe ne Lo schiaccianoci di Jurij Burlaka, Lenskij nell'Onegin, Albrecht nella Giselle di Patrice Bart, James ne La Sylphide di August Bournonville e Rubini nel Jewels di George Balanchine.